# Campeonato de Wimbledon 1878
La edición 2.º del Campeonato de Wimbledon se celebró entre el 15 de julio y el 20 de julio de 1878 en las pistas del All England Lawn Tennis and Croquet Club de Wimbledon, Londres, Inglaterra.
El cuadro individual masculino lo iniciaron 24 jugadores.

## Hechos destacados
En la competición individual masculina se impuso el británico Frank Hadlow logrando el único título que obtendría en el torneo al imponerse en la final al británico Spencer Gore.

## Palmarés
| Seniors              | Vencedor     | Resultado     | Finalista    | Finalista |
| -------------------- | ------------ | ------------- | ------------ | --------- |
| Individual masculino | Frank Hadlow | 7–5, 6–1, 9–7 | Spencer Gore |           |

## Cuadros Finales

### Torneo individual masculino
| Predecesor: 1877 | Campeonato de Wimbledon 1878 | Sucesor: 1879 |
| Predecesor: -    | Grand Slam 1878              | Sucesor: -    |

- Datos: Q1253069